# Glendale Challenger 1995
Il Glendale Challenger 1995 è stato un torneo di tennis facente parte della categoria ATP Challenger Series nell'ambito dell'ATP Challenger Series 1995. Il torneo si è giocato a Glendale negli Stati Uniti dal 16 al 22 ottobre 1995 su campi in cemento.

## Vincitori

### Singolare
Mark Knowles ha battuto in finale  Derrick Rostagno con il punteggio di 6–4, 7–6

### Doppio
Rikard Bergh /  David Ekerot hanno battuto in finale  Juan Luis Rascón Lope /  Federico Rovai con il punteggio di 6–2, 6–1